# Mohammed V:s internationella flygplats
Mohammed V:s internationella flygplats (franska: Aéroport Mohamed V, Aéroport de Nouasseur, Aéroport de Casablanca - Mohamed V) är en flygplats i Marocko.   Den ligger i regionen Casablanca-Settat, 100 km sydväst om huvudstaden Rabat. Mohammed V:s internationella flygplats ligger 199 meter över havet.
Flygplatsen är uppkallad efter Mohammed V av Marocko. Den skapades 1943 av USA. Efter den marockanska självständigheten 1956 önskade regeringen att USA:s flygvapen skulle lämna landet. Det bestämdes i december 1959, och i december 1963 stängdes den. Med nya flygbaser färdigställda 1959 i Spanien och längre räckvidd på B-52-flygplan ansåg man sig inte behöva flygbasen längre.